# 김양택
김양택(金陽澤, 1712년 ~ 1777년)은 조선의 문신이다. 자는 사서(士舒), 호는 건암(健庵), 시호는 문간(文簡)이다. 훈구대신 김국광의 후손으로 추정된다. 정조의 노론 측근이다. 벼슬이 영의정에 이르렀고, 정조의 신임을 받은 영의정이며, 노론의 핵심 거두였지만, 김하재의 역모 사건으로 관작이 삭탈되었다가 뒤에 정조에 의해 회복된다.

## 생애

### 과거 급제 이후
과거 급제 후 김양택은 설서, 정언, 수찬, 사서, 부교리, 수찬, 부수찬, 문학, 헌납, 교리, 필선 등 청요직과 대간직, 옥당직을 두루 거쳤고, 한 때 영변부사로 나가서 외직으로 있기도 했다.

### 당상관 승진 이후
대사간, 승지, 대사성, 황해도관찰사, 부제학, 충청도관찰사 등을 지내면서 김상로와 김상복, 이천보, 홍봉한, 한익모, 민백상, 김상철 등과 영조의 노론 측근으로 활동했다.

### 재상 승진 이후
이후 대사성, 대제학, 대사헌, 이조참판, 우유선, 좌빈객, 이조판서, 예문관제학, 형조판서, 병조판서, 수어사, 우참찬, 제조를 거치며, 김상복, 김상철, 한익모, 정존겸, 이사관 등과 정조를 보호하는 입장에서 맹활약한다.

### 정승과 영의정 시절
이후 우의정과 좌의정을 거치며, 정조의 노론 측근이 되고 영의정에 오르며 정조를 보호한다. 그러나 김하재의 역모 사건이 터지며 관직이 삭탈당한다.

### 생애 후반
그러나 정조는 그의 관직을 회복시켜 영돈녕부사로 삼았고, 이듬해 죽자 정조는 그의 죽음을 슬퍼했다.